# كريستيان أ. ر. كريستنسن
كريستيان أ. ر. كريستنسن هو صحفي ومؤرخ ومحرر وسياسي نرويجي، ولد في 17 ديسمبر 1906، وتوفي في 27 يناير 1967 بسبب نوبة قلبية. نشط حزبياً في الحزب الليبرالي. وقد انتخب نائب عضو برلمان النرويج ‏.